# Русланов, Борис Ахмедович
Борис Ахмедович Русланов (род. 22 апреля 1937) — советский футболист, нападающий.

## Биография
В 1957 году стал игроком киевского «Динамо», в футболке которого дебютировал 5 сентября 1957 в гостевом поединке 15 тура класса «А» против московского «Торпедо». Русланов вышел на поле в стартовом составе и отыграл весь матч. За неполных три сезона, проведенных в киевском клубе, в высшей лиге он сыграл 9 матчей и отметился 1 автоголом.
В сезоне 1959 перешел в ужгородский «Спартак». В составе клуба из Закарпатья сыграл 6 матчей в классе «Б», отличился 1 голом. Следующий сезон начал в ровненском «Колхознике» (5 матчей), а завершал уже в составе кадиевкском «Шахтёре». Всего в составе «горняков» сыграл 18 матчей и отметился 3 голами. В 1962 году стал игроком тернопольского «Авангарда». В команде провел три сезона, оставаясь игроком основного состава. В конце сезона 1964 завершил футбольную карьеру.